# (535029) 2014 WG510
(535029) 2014 WG510 est un objet transneptunien classé comme plutino.

## Caractéristiques
(535029) 2014 WG510 mesure environ 200 km de diamètre.